# Río Murgab
El río Murgab (en persa: مرغاب‎) es un largo río del Asia Central que nace en el NO de Afganistán y atraviesa en la misma dirección el desierto de Karakum, en Turkmenistán, disminuyendo su caudal gradualmente hasta desaparecer. Tiene un largo total de 830 kilómetros.
También hay un río de igual nombre que nace en el NE de Afganistán y atraviesa Tayikistán, hasta desembocar en el Amu Daria.
- Datos: Q8553
- Multimedia: Murghab River / Q8553